# Blekinge-klass
För andra betydelser, se A26.
Blekinge är en ubåtsklass som byggs av Saab Kockums AB för svenska flottan. Klassen benämndes tidigare efter sitt projektnamn A26 och inom Försvarets materielverk och Försvarsmakten som "Nästa generations ubåt", NGU.

## Namngivning
I januari 2019 bestämdes att de beställda A26-ubåtarna kommer att få namnen HMS Blekinge och HMS Skåne. HMS Blekinge levereras 2028 och HMS Skåne 2029.

## Ubåtar i klassen
- HMS Blekinge
- HMS Skåne

## Prestanda
Ubåten är en förbättrad version av Gotland-klassen, med deplacement på cirka 1 900 ton och besättning på 17-35 man. Ubåten är tänkt att operera nära kuster, bestyckad med bland annat torpeder, minor, AUV (Autonomous Underwater Vehicle), ROV (Remotely operated underwater vehicle) och MSF (Maritime Special Forces), men fungerar i alla världshav. Till detta kommer nyutvecklade säkra IT-system för navigation och stridsledning med tillhörande sensorer. Detaljer om systemens förmågor är hemliga. Ubåten är liten i förhållande till de stora ubåtsmakternas atomubåtar, vilket ökar dess manöverbarhet och förmåga att ta sig fram.
A26-generationen kommer från och med 2028 (då den första ubåten levereras) vara svenska marinens spjutspets under ytan. Ubåten har en 6 × 1,5 meter bred lucka i fören som kan användas för att slussa in och ut dykare, minifarkoster och exempelvis minor djupt nere i vattnet, något som annars måste göra vid ytan. Detta ökar ubåtens operativa förmåga.
A26 kommer drivas med diesel-elektriskt maskineri som liksom flera tidigare svenska ubåtar är luftoberoende (AIP, Air-independent Propulsion) vilket gör den svårare att upptäcka. Systemet finns redan i Stirlingmotorer från Saab Kockums. Ubåten kommer ha ett mycket starkt skrov som skyddar mot stötar och undervattensexplosioner i form av bland annat detonerande sjöminor, torpeder, sjunkbomber med mera.

## Utdragna beställningsprocesser
I samband med vårbudgeten 2010 meddelade regeringen Reinfeldt, att två nya ubåtar för maximalt 1,5 miljarder kronor styck beställts för leverans 2018–2019, för att ersätta de två ubåtarna av Södermanland-klass. Budgetförslaget röstades igenom i riksdagen 16 juni 2010. Finansiering skulle ske på bekostnad av annan verksamhet inom försvaret.
Försvarsminister Peter Hultqvist meddelade den 17 mars 2015, att regeringen beställt två A26 av Saab Kockums, för maximalt 8,2 miljarder kronor.
FMV meddelade den 30 juni 2015, att kontrakt tecknats med Saab Kockums om leverans av två A26 med start 2022 för 7,6 miljarder kr, och om halvtidsmodifiering av två ubåtar ur Gotland-klassen. Den första A26:an planerades att levereras 2022 och den andra 2023.
I augusti 2021 meddelade Saab att ubåtarna var försenade och inte kommer att kunna levereras förrän 2028 och 2029. Anledningen är en fördyring av projektet med 6,4 miljarder kronor till cirka 14 miljarder kronor och att Kockumsvarvets skick har överskattats.
I mars 2025 meddelar Försvarsmakten ytterligare försening till 2031-2035.

## Export
I augusti 2017 presenterade SAAB tre varianter på A26: Pelagic, Oceanic (basutförandet) och Oceanic (Extended Range/utökad räckvidd). Alla varianter är designade för både arktiska och tropiska förhållanden och kan utrustas med vapensystem för sjö/luft/land samt VLS-modul (Vertical launching system) för kryssningsrobotar.
A26 Pelagic: mindre än 50 m lång, 1000 dton i ytläge, 4000 NM vid 10 knop, 20 dagars AIP-läge i patrullhastighet, besättning på 17-25.
A26 Oceanic: 65 m lång, 2000 dton i ytläge, 6500 NM vid 10 knop, >30 dagars AIP-läge i patrullhastighet, besättning på 17-35.
A26 Oceanic (Extended Range):  >80 m lång, >3000 dton i ytläge, >10000 NM vid 10 knop, >50 dagars AIP-läge i patrullhastighet, besättning på 20-50.
I januari 2018 meddelas att Indien visat intresse för sex ubåtar i ubåtsklassen. I september 2019 drar sig SAAB ur den indiska upphandlingen på grund av tidsramen för ubåtarnas konstruktion och för att Indien hade fått kontrollen över projektet. I december 2019 meddelas att Nederländerna har visat intresse för fyra ubåtar i ubåtsklassen. Ordervärdet är över 25 miljarder kr. Också Polen har visat intresse för 2-3 ubåtar.
Saab erbjuder ubåten med VLS-celler för export.